# Władysław Matecki
Władysław Matecki (ur. 10 września 1895 w Tomaszowie Lubelskim, zm. 1 sierpnia 1941 w Warszawie) – polski lekarz neurolog i psychiatra, psychoanalityk.

## Życiorys
Syn Mendla Mateckiego i Bajli z Halpernów. Uczęszczał do Gimnazjum im. Zamojskiego (od 1904), a od 1908 do gimnazjum rządowego w Lublinie. W czerwcu 1913 otrzymał tam świadectwo dojrzałości ze złotym medalem. Początkowo miał zostać dentystą. W latach 1914-1915 uczestniczył w kursach dentystycznych organizowanych w Warszawie, musiał z nich jednak zrezygnować, kiedy zostały ewakuowane w głąb Rosji. Dopiero w 1916 złożył podanie o przyjęcie na wydział lekarski Uniwersytetu Warszawskiego. Stamtąd, we wrześniu 1917 przeniósł się na  wydział lekarski Uniwersytetu Jagiellońskiego. Naukę kilkakrotnie był zmuszony przerywać. W 1918, po śmierci ojca, a wkrótce potem matki, Władysław stał się jedynym żywicielem rodziny. Przez wzgląd na trudne warunki rodzinne, został zwolniony ze służby wojskowej. Pomimo to zgłosił się jako ochotnik podczas wojny polsko-bolszewickiej; do marca 1921 udzielał pomocy rannym jako sanitariusz. Ostatecznie powrócił do Warszawy, gdzie kontynuował studia medyczne na Uniwersytecie Warszawskim. Dyplom doktora wszech nauk lekarskich otrzymał w lutym 1925.
Specjalizował się w neurologii i psychiatrii, był asystentem Adama Wizla, a potem Maurycego Bornsztajna na oddziale psychiatrycznym Szpitala na Czystem. Zajmował się psychoanalizą, publikował przede wszystkim na temat psychoanalitycznych aspektów leczenia psychoz.
Podczas II wojny światowej przesiedlony do getta warszawskiego. Zmarł w sierpniu 1941 roku na tyfus plamisty, pochowany na cmentarzu żydowskim przy ul. Okopowej.
Żonaty ze Stefanią Różą Cynberg, mieli synów Mariana i Antoniego Wiktora. Synami opiekował się po śmierci ich ojca Ludwik Hirszfeld. Henryk Makower wspominał Mateckiego jako jednego z najinteligentniejszych warszawskich lekarzy.

## Lista prac
- Oświetlenie psychoanalityczne przypadku parafrenji. Kwartalnik Kliniczny Szpitala Starozakonnych 4 (4), s. 242–250, 1925
- Analiza psychologiczna w dwóch przypadkach schizofrenii. Warszawskie Czasopismo Lekarskie 2 (5), s. 176–178, 1925
- W. Matecki, H. Szpidbaum, Die Konstitution der schizophrenen Juden, „Zeitschrift für die gesamte Neurologie und Psychiatrie”, 109 (1), 1927, s. 62–78, DOI: 10.1007/BF02870226.
- Matecki W., Szpidbaum H. Typy psychofizyczne w świetle badań własnych. Rocznik Psychjatryczny 5, s. 105–122, 1927
- O heterogennych pierwiastkach urojeniowych w stanach depresyjnych psychozy manjakalno-depresyjnej. Rocznik Psychjatryczny 8, s. 1–25, 1928
- O schizofrenji wieku podeszłego. Kwartalnik Kliniczny Szpitala Starozakonnych 7, s. 369–383, 1928
- Z psychopatologji parkinsonizmu pośpiączkowego. Rocznik Psychjatryczny 21, s. 245–260, 1933
- O popędach destrukcyjnych (Z zagadnień psychoanalitycznej teorji popędów). Rocznik Psychjatryczny 26/27, s. 134-144, 1936
- Frostig, Kister, Manasson, Matecki. Doświadczenia nad leczeniem insulinowem schizofrenji. Rocznik Psychjatryczny 28, s. 136–156, 1936
- Nerwicopodobne (rzekomonerwicowe) postacie schizofrenii jako zagadnienie rozpoznawcze i lecznicze. Nowiny Psychiatryczne 14 (1-4), s. 113–134, 1937
- Zygmunt Freud – lekarz, myśliciel. Warszawskie Czasopismo Lekarskie 14, s. 214–218, 1937
- Frostig, Kister, Manasson, Matecki. W sprawie leczenia schizofrenii insuliną. Warszawskie Czasopismo Lekarskie 14 (3), ss. 47–50, 1937
- Etiologia i terapia psychozy maniakalno-depresyjnej. Klinika Współczesna 6 (7/8), s. 421–422, 1938
- „Psychonerwica” W: Encyklopedia prawa karnego. Warszawa, 1938